# همفری وردون رو
همفری وردون رو (به انگلیسی: Humphrey Verdon Roe)
(۱۸ آوریل ۱۸۷۸ - ۲۷ ژوئیهٔ ۱۹۴۹) سوداگر، بشردوست و تولیدکنندهٔ بریتانیایی هواپیما و به همراه ماری استوپس که بعداً همسرش شد بنیانگذار غیررسمی نخستین و موفق‌ترین کلینیک تنظیم خانوادهٔ بریتانیا بود. او پدر فیلسوف بریتانیایی هری استوپس-رو بود.